# Kustgran
Kustgran (Abies grandis) är en ädelgran i familjen tallväxter. Den är närbesläktad med coloradogranen (A. concolor), och kan hybridisera med denna.
Kustgranen har två varieteter: A. grandis var. grandis, som har sin naturliga hemvist på Nordamerikas västkust och A. grandis var. idahoensis som lever i Kaskadbergen och Klippiga bergen. Till Europa infördes den på 1800-talet.
Trädet växer i låglandet och i bergstrakter upp till 1800 meter över havet. Den årliga nederbörden ligger vid kusten mellan 500 och 2500 mm samt i bergstrakter mellan 500 och 1250 mm. Sällan hittas skogar med endast kustgran. Mera vanliga är skogar med andra barrträd som douglasgran, purpurgran, sitkagran, cedertuja, jättetuja, jättehemlock och Larix occidentalis samt med lövträd som jättelönn, rödal och Fraxinus latifolia. Typiska buskar i regionen är vinlönn, bärhäggmispel och arter av rossläktet.
I sin naturliga miljö kan varianten grandis bli 70 meter, vissa exemplar uppemot 90 meter, men i Europa blir den betydligt mindre. I Danmark har trädet konstaterats vara det införda barrträd som växer snabbast och ett exemplar mättes till 34,5 m, med en diameter på stammen som var 102 cm. varianten idahoensis växer långsammare och blir 40-45 meter.
I Sverige är trädet härdigt vid kusten i de södra landskapen.
I USA används granen till pappersframställning, men virket är mjukt, lätt och slår sig inte så lätt, vilket gör att det även lämpar sig för byggarbeten.
Trots intensivt skogsbruk bedöms hela populationen som stabil. IUCN listar arten som livskraftig (LC).

## Bildgalleri

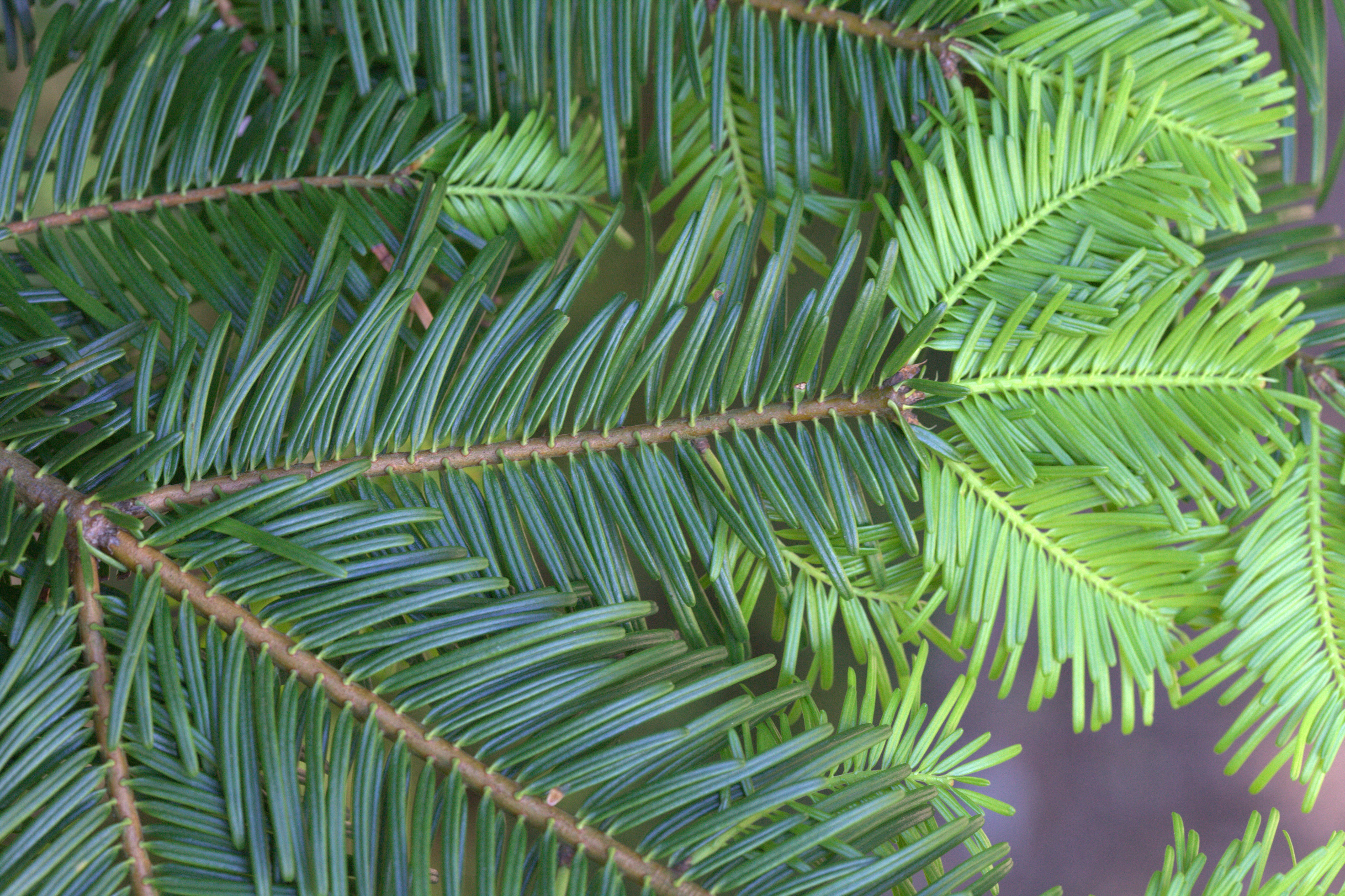
Barr och gren från ovansidan.
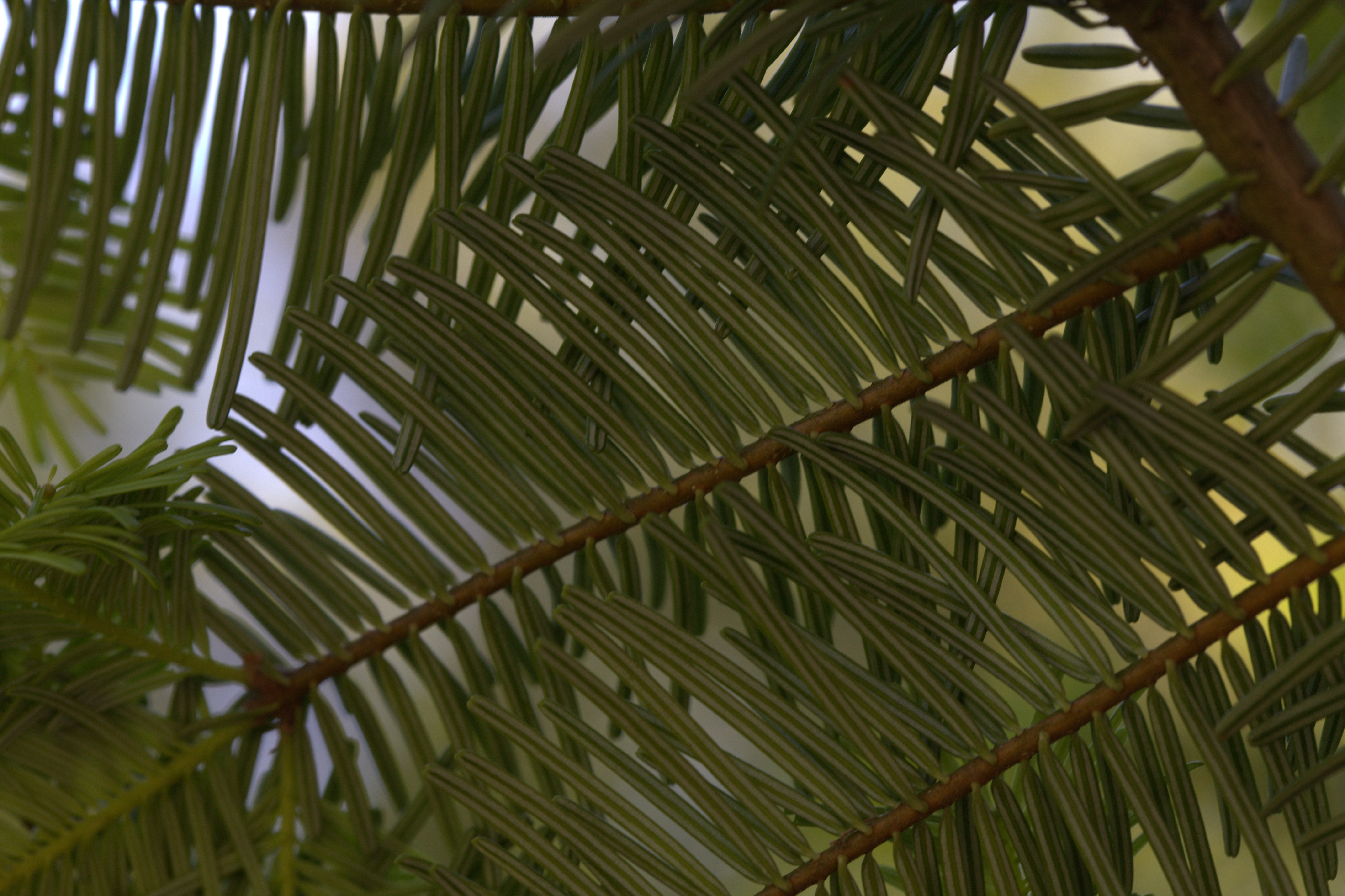
Barr och gran från undersidan.

## Fotnoter
1. 1 2 3  Farjon, A. 2011. Abies grandis . Från: IUCN 2013. 2013 IUCN Red List of Threatened Species Läst 2024-11-01.
2. 1 2 3  Nitzelius, s. 125